# 용연초등학교 (울산)
용연초등학교는 대한민국 울산광역시 남구에 있는 공립 초등학교이다.

## 연혁
- 1961.11.14 용잠초등학교 용연분교장 2학급 인가
- 1962.03.05 용연 분교장 2학급 개교 (남 70명, 여 55명, 계 125명)
- 1963.02.08 용연초등학교 개교
- 1968.02.04 제1회 졸업(남 66명, 여 52명, 계 118명)
- 1998.02.20 제31회 졸업(남 7명, 여 12명, 총 3158명)
- 1998.02.28 폐교
- 2004.03.01 용연초등학교 복교[1], 27학급 편성
- 2006.02.16 제33회(복교 제2회) 졸업(남 121명, 여 89명, 계 201명)
- 2006.03.01 33학급 편성
- 2009.03.01 울산광역시교육청지정 교실수업방법개선 정책연구학교(2009~2010)
- 2010.12.15 학교평가 최우수상 수상
- 2012.09.01 백판덕 교장 부임
- 2014.02.20 제41회(복교 제10회) 졸업(남 70명, 여 53명, 계 123명, 총5020명)
- 2014.03.01 26학급 편성
- 2015.02.16 제42회 졸업(남65 여57 계 122명)
- 2015.03.01 김홍근 교장 부임, 24학급 편성
- 2024.03.04 강인오 교장 부임

## 폐교 및 복교
폐교 당시, 용연초등학교는 공단 한가운데에 있었으며, 이로 인해 수업이 도중에 중단되고 학생들이 두통과 피부병을 호소하거나, 신체에서 중금속이 검출되는 등 정상적인 학교 운영이 불가능하였다. 이러한 모습은 미국의 타임지 1995년 6월 26일자에 '대한민국 경제 발전의 그늘'이라 소개될 정도 세계적인 화제거리가 되기도 하였다. 결국 용연초등학교는 1998년에 폐교하였다. 하지만 동문들이 학교를 살릴려고 노력하였으며, 2004년 야음동에서 다시 개교할 수 있었다.

## 참고 자료
- 용연초등학교 - 한국교육학술정보원 학교알리미